# Shannonomyia (Shannonomyia) phragmophora
Shannonomyia (Shannonomyia) phragmophora is een tweevleugelige uit de familie steltmuggen (Limoniidae). De soort komt voor in het Neotropisch gebied.